# Modena Football Club 2018 2021-2022
Questa voce raccoglie le informazioni riguardanti il Modena Football Club nelle competizioni ufficiali della stagione 2021-2022.

## Stagione
Il Modena si presenta al via della stagione 2021-2022 con una nuova proprietà. Romano Sghedoni ha ceduto la mano a Carlo Rivetti, rimanendo come presidente onorario e sponsor. Il nuovo direttore sportivo Davide Vaira opera un profondo rinnovamento che non nasconde rinnovate ambizioni. Tra gli arrivi più importanti sono da segnalare Ciofani, Paulo Azzi, Scarsella, Armellino, Tremolada, Minesso e Marotta. Nuovo è anche il tecnico: Attilio Tesser, specialista in promozioni dalla Serie C. L'inizio del campionato non è però confortante e dopo la sconfitta con l'Aquila Montevarchi la squadra accusa 8 punti di ritardo dalla Reggiana capolista. Modena eliminato anche dalla Coppa Italia di Serie C per mano del Piacenza. Subito dopo lo stop in terra toscana la squadra si riprende e infila una serie di 14 vittorie consecutive, nuovo record per la Serie C, che le consente di affiancare la formazione granata. Inoltre supera il record di vittorie consecutive in campionato della sua storia (11 nella stagione 2000-2001. Terminato in parità lo scontro diretto, il Modena riesce a staccare la Reggiana, ma il duello prosegue fino a fine stagione con il vantaggio che ora si assottiglia, ora si ampia. Decisiva sarà solo l'ultima giornata con la vittoria sul Pontedera davanti a oltre 15.000 spettatori. Il Modena torna così in Serie B dopo sei anni. Ciliegina finale la vittoria nella Supercoppa di Serie C.

## Divise e sponsor
La prima maglia è gialla con righe blu a ricordare la coreografia della rinascita con raffigurato un sole, la seconda blu con righe gialle e la terza e bianca con sagome grigie. Sponsor tecnico è Kappa, main sponsor è Kerakoll, altri sponsor sono SAU, BlueRed, Eternedile e Studio Appari.

## Organizzazione
Organigramma societario
- Presidente: Carlo Rivetti
- Presidente onorario: Romano Sghedoni
- Amministratore Delegato e Direttore Generale: Matteo Rivetti
- Direttore opereativo: Ilaria Mazzeo
- CDA: Camilla Rivetti, Ilaria Mazzeo, Silvio Rivetti
- Direttore Sportivo: Davide Vaira
- Team Manager e Segretario Generale: Andrea Russo
- Responsabile commerciale e marketing: Simone Palmieri
- Ufficio commerciale: Francesca Avagliano
- Responsabile amministrazione: Annamaria Manicardi
- Responsabile comunicazione: Antonio Montefusco
- Addetto stampa: Edoardo Pagani
- Responsabile Settore giovanile: Mauro Melotti
- Vice responsabile Settore giovanile: Filippo Bruni
- Segretario settore giovanile: Stefano Casolari
- Capo scouting: Aldo Pecini
- Delegato sicurezza: Stefano Zoboli, Luca Diana
- SLO: Maurizio Grillenzioni
- Front desk, reception e store: Francesca Fogliani
- Responsabile progetti speciali istituzioni e infrastrutture e consulente risorse umane: Maurizio Boschini
- Coordinatore area scouting: Tancredi Signorelli
- Addetto arbitri: Fabrizio Ernetti
- Responsabile accoglienza squadre e cerimoniale ore partita: Umberto Barberini
- Capo scouting settore giovanile: Giancarlo Bocelli
- Ufficio merchandising: Jacopo Fissi
- Ufficio ticketing: Luca Gherardi

Staff Tecnico
- Allenatore: Attilio Tesser
- Allenatore in seconda: Mark Strukelj
- Collaboratore Tecnico: Giuseppe Gemiti
- Preparatore dei portieri: Leonardo Cortiula
- Preparatori Atletici: Fabio Munzone
- Magazzinieri: Claudio Pifferi, Davide Marzani, Emiliano Vannicola

Staff Medico
- Responsabile area medica: Dott. Domenico Di Mambro
- Responsabile Sanitario: Dott. Fabrizio Corghi
- Medico Sociale: Alessandro Bellucci, Alberto Scavone
- Fisioterapisti: Riccardo Levrini, Enrico Corradini
- Recupero infortunati: Francesco Benassi

## Rosa
Dal sito ufficiale della società:
| N. |                    | Ruolo | Calciatore                   |
| -- | ------------------ | ----- | ---------------------------- |
| 1  | Italia (bandiera)  | P     | Antonio Narciso              |
| 2  | Italia (bandiera)  | D     | Fabio Ponsi                  |
| 3  | Italia (bandiera)  | D     | Francesco Renzetti           |
| 4  | Italia (bandiera)  | D     | Antonio Pergreffi (capitano) |
| 5  | Italia (bandiera)  | D     | Andrea Ingegneri             |
| 6  | Nigeria (bandiera) | C     | Rabiu Oyndamola              |
| 6  | Italia (bandiera)  | C     | Luca Magnino                 |
| 7  | Italia (bandiera)  | C     | Marco Armellino              |
| 8  | Italia (bandiera)  | C     | Nicola Mosti                 |
| 9  | Italia (bandiera)  | A     | Nicholas Bonfanti            |
| 10 | Italia (bandiera)  | A     | Alessandro Marotta           |
| 11 | Italia (bandiera)  | A     | Roberto Ogunseye             |
| 12 | Italia (bandiera)  | P     | Riccardo Aimi                |
| 13 | Italia (bandiera)  | D     | Matteo Ciofani               |
| 14 | Italia (bandiera)  | D     | Tommaso Maggioni             |
| 14 | Marocco (bandiera) | D     | Shady Oukhadda               |
| 15 | Italia (bandiera)  | D     | Tommaso Silvestri            |
| 16 | Italia (bandiera)  | C     | Fabio Gerli                  |
| 17 | Italia (bandiera)  | C     | Fabio Scarsella              |

| N. |                    | Ruolo | Calciatore         |
| -- | ------------------ | ----- | ------------------ |
| 18 | Italia (bandiera)  | C     | Jacopo Nelli       |
| 18 | Italia (bandiera)  | A     | Mattia Minesso     |
| 19 | Italia (bandiera)  | A     | Niccolò Molinaro   |
| 19 | Italia (bandiera)  | A     | Samuele Longo      |
| 20 | Italia (bandiera)  | C     | Edoardo Duca       |
| 21 | Italia (bandiera)  | A     | Romeo Giovannini   |
| 22 | Italia (bandiera)  | P     | Tommaso Leonardi   |
| 23 | Italia (bandiera)  | C     | Manuel Di Paola    |
| 24 | Italia (bandiera)  | C     | Luca Castiglia     |
| 25 | Italia (bandiera)  | A     | Riccardo Spaggiari |
| 25 | Italia (bandiera)  | D     | Matteo Piacentini  |
| 26 | Italia (bandiera)  | P     | Riccardo Gagno     |
| 27 | Brasile (bandiera) | A     | Paulo Azzi         |
| 28 | Italia (bandiera)  | A     | Andrea Crispino    |
| 30 | Italia (bandiera)  | D     | Riccardo Baroni    |
| 31 | Italia (bandiera)  | P     | Tommaso Falavigna  |
| 32 | Italia (bandiera)  | C     | Luca Tremolada     |
| 33 | Italia (bandiera)  | P     | Andrea Spurio      |
|    | Italia (bandiera)  | A     | Gaetano Monachello |

## Calciomercato

### Sessione estiva (dall'1/7/21 al 31/8/21)
| Acquisti | Acquisti                | Acquisti        | Acquisti          |
| R.       | Nome                    | da              | Modalità          |
| -------- | ----------------------- | --------------- | ----------------- |
| D        | Riccardo Cargnelutti    | Fano            | fine prestito     |
| D        | Tommaso Silvestri       | Catania         | titolo gratuito   |
| D        | Luca Milesi             | Carrarese       | fine prestito     |
| D        | Riccardo Baroni         | Frosinone       | titolo gratuito   |
| D        | Francesco Renzetti      | Chievo          | titolo gratuito   |
| D        | Fabio Ponsi             | Fiorentina      | definitivo        |
| D        | Matteo Ciofani          | Bari            | titolo gratuito   |
| D        | Tommaso Maggiori        | Arezzo          | titolo gratuito   |
| D        | Federico Gulinelli      | Castellanzese   | definitivo        |
| C        | Jacopo Nelli            | Seravezza Pozzi | titolo gratuito   |
| C        | Fabio Scarsella         | Feralpisalò     | definitivo        |
| C        | Manuel Di Paola         | Vis Pesaro      | titolo gratuito   |
| C        | Edoardo Duca            | Pergolettese    | fine prestito     |
| C        | Nicola Mosti            | Monza           | prestito          |
| C        | Marco Armellino         | Monza           | titolo gratuito   |
| C        | Luca Tremolada          | Pordenone       | definitivo        |
| A        | Paulo Azzi              | Lecco           | titolo gratuito   |
| A        | Niccolò Molinaro        | Union Feltre    | titolo gratuito   |
| A        | Nicholas Bonfanti       | Inter           | titolo gratuito   |
| A        | Mattia Minesso          | Pisa            | titolo gratuito   |
| A        | Roberto Ogunseye        | Cittadella      | definitivo        |
| A        | Alessandro Marotta      | Juve Stabia     | titolo gratuito   |
| A        | Rocco Costantino        | Pro Vercelli    | fine prestito     |
| A        | Fabio Abiuso            | Inter           | fine prestito     |
| A        | Riccardo Maria D'Antoni | Vado            | titolo definitivo |
| A        | Romeo Giovannini        | Carpi           | svincolato        |

| Cessioni | Cessioni                | Cessioni           | Cessioni        |
| R.       | Nome                    | a                  | Modalità        |
| -------- | ----------------------- | ------------------ | --------------- |
| P        | Andrea Chiossi          | Roma               | fine prestito   |
| D        | Daniele Mignanelli      | Avellino           | titolo gratuito |
| D        | Ivan De Santis          | Virtus Entella     | fine prestito   |
| D        | Alessandro Mattioli     | Cittadella         | svincolato      |
| D        | Giovanni Zaro           | Südtirol           | svincolato      |
| D        | Mickael Varutti         | Turris             | svincolato      |
| D        | Riccardo Cargnelutti    | Potenza            | titolo gratuito |
| D        | Federico Gulinelli      | Giana Erminio      | prestito        |
| D        | Luca Milesi             | Siena              | titolo gratuito |
| D        | Francesco Gobbi         | Sasso Marconi      | titolo gratuito |
| C        | Mattia Corradi          | Feralpisalò        | titolo gratuito |
| C        | Enrico Bearzotti        | Catanzaro          | svincolato      |
| C        | Guido Davì              | Juve Stabia        | svincolato      |
| C        | Mattia Muroni           | Reggiana           | svincolato      |
| C        | Mattia Prezioso         | Napoli             | fine prestito   |
| C        | Jacopo Nelli            | Fiorenzuola        | prestito        |
| C        | Riccardo Vaccari        | Novara             | prestito        |
| A        | Stefano Scappini        | Reggiana           | fine prestito   |
| A        | Felipe Sodinha          | Franciacorta       | svincolato      |
| A        | Alberto Spagnoli        | Feralpisalò        | svincolato      |
| A        | Nicholas Pierini        | Sassuolo           | fine prestito   |
| A        | Fabio Abiuso            | Inter              | prestito        |
| A        | Riccardo Maria D'Antoni | Pistoiese          | prestito        |
| A        | Niccolò Molinaro        | Fiorenzuola        | prestito        |
| A        | Davide Luppi            | Feralpisalò        | titolo gratuito |
| A        | Rocco Costantino        | Monterosi Tuscia   | titolo gratuito |
| A        | Tiziano Tulissi         | Virtus Francavilla | prestito        |

### Sessione invernale(dall'1/1/22 al 31/1/22)
| Acquisti | Acquisti          | Acquisti        | Acquisti      |
| R.       | Nome              | da              | Modalità      |
| -------- | ----------------- | --------------- | ------------- |
| P        | Andrea Spurio     |                 | svincolato    |
| D        | Matteo Piacentini | Teramo          | gratuito      |
| D        | Shady Oukhadda    | Gubbio          | gratuito      |
| C        | Luca Magnino      | Pordenone       | prestito      |
| C        | Edoardo Saporiti  | Seravezza Pozzi | definitivo    |
| A        | Samuele Longo     | Vicenza         | prestito      |
| A        | Niccolò Molinaro  | Fiorenzuola     | fine prestito |

| Cessioni | Cessioni           | Cessioni    | Cessioni      |
| R.       | Nome               | da          | Modalità      |
| -------- | ------------------ | ----------- | ------------- |
| D        | Riccardo Aimi      | Modenese    | prestito      |
| D        | Tommaso Maggioni   | Legnago     | prestito      |
| C        | Edoardo Saporiti   | Grosseto    | prestito      |
| C        | Rabiu Oyndamola    | Grosseto    | prestito      |
| C        | Luca Castiglia     | Salernitana | fine prestito |
| A        | Riccardo Spaggiari | Fiorentina  | prestito      |
| A        | Gaetano Monachello | Mantova     | gratuito      |
| A        | Niccolò Molinaro   | Fermana     | prestito      |

## Risultati

### Serie C

#### Girone di andata
| Grosseto 29 agosto 2021, ore 20:30 CEST 1ª giornata | Grosseto          | 0 – 0 referto | Modena | Stadio Carlo Zecchini (1 200 spett.)\| Arbitro: \| Scarpa (Collegno) \| |
| Arbitro:                                            | Scarpa (Collegno) |               |        |                                                                         |

| Arbitro: | Tremolada (Monza) |

|                |           |            |
| Ogunseye 45+4’ | Marcatori | 73’ Neglia |

| Modena 12 settembre 2021, ore 17:30 CEST 3ª giornata | Modena                               | 0 – 0 referto | Teramo | Stadio Alberto Braglia (2 458 spett.)\| Arbitro: \| Pirrotta (Barcellona Pozzo di Gotto) \| |
| Arbitro:                                             | Pirrotta (Barcellona Pozzo di Gotto) |               |        |                                                                                             |

| Arbitro: | Di Cairano (Ariano Irpino) |

|  |           |                                                       |
|  | Marcatori | 26’ Scarsella 57’ Minesso 65’ Ingegneri 85’ Armellino |

| Arbitro: | Rutella (Enna) |

|             |           |                                 |
| Minesso 52’ | Marcatori | 21’ Magrassi 81’ (rig.) Lescano |

| Arbitro: | Bitonti (Bologna) |

|              |           |                      |
| Caturano 18’ | Marcatori | 26’, 65’ N. Bonfanti |

| Arbitro: | Costanza (Agrigento) |

|                    |           |            |
| Marotta 89’, 90+5’ | Marcatori | 29’ Fedato |

| Arbitro: | Maggio (Lodi) |

|                        |           |               |
| Mercati 34’ Jallow 79’ | Marcatori | 23’ Scarsella |

| Arbitro: | Fiero (Pistoia) |

|                                  |           |  |
| N. Bonfanti 55’ Mosti 82’ (rig.) | Marcatori |  |

| Arbitro: | Monaldi (Macerata) |

|                |           |                              |
| F. Ferrari 25’ | Marcatori | 5’ Mosti 41’ (rig.) Ogunseye |

| Arbitro: | Gemelli (Messina) |

|  |           |                                            |
|  | Marcatori | 9’ Gerli 40’ (rig.) Ogunseye 48’ Scarsella |

| Arbitro: | Centi (Viterbo) |

|                               |           |  |
| Armellino 6’ Paulo Azzi 90+5’ | Marcatori |  |

| Arbitro: | Giordano (Novara) |

|             |           |                              |
| Disanto 55’ | Marcatori | 42’ Tremolada 50’ Paulo Azzi |

| Arbitro: | Bordin (Bassano del Grappa) |

|                       |           |                    |
| Mosti 19’ Minesso 50’ | Marcatori | 42’ (rig.) Cannavò |

| Arbitro: | Virgilio (Trapani) |

|  |           |                 |
|  | Marcatori | 45+2’ Scarsella |

| Arbitro: | Caldera (Como) |

|                                                                  |           |          |
| Scarsella 11’, 32’, 53’ Minesso 24’ Paulo Azzi 34’ Oyndamola 83’ | Marcatori | 72’ Vano |

| Arbitro: | Feliciani (Teramo) |

|             |           |                        |
| Padovan 29’ | Marcatori | 80’, 90+2’ N. Bonfanti |

| Arbitro: | Emmanuele (Pisa) |

|                                    |           |                |
| Paulo Azzi 3’, 18’ Scarsella 90+2’ | Marcatori | 62’, 73’ Sarao |

| Arbitro: | Saia (Palermo) |

|                |           |                                  |
| Magnaghi 45+1’ | Marcatori | 49’ Tremolada 57’ (rig.) Minesso |

#### Girone di ritorno
| Arbitro: | Tremolada (Monza) |

|                             |           |                     |
| Tremolada 37’ Scarsella 75’ | Marcatori | 85’ (rig.) Boccardi |

| Reggio Emilia 2 febbraio 2022, ore 21:00 CET 21ª giornata | Reggiana             | 0 – 0 referto | Modena | Mapei Stadium - Città del Tricolore (10 594 spett.)\| Arbitro: \| Perenzoni (Rovereto) \| |
| Arbitro:                                                  | Perenzoni (Rovereto) |               |        |                                                                                           |

| Arbitro: | Carella (Bari) |

|                    |           |                             |
| Arrigoni 7’ (rig.) | Marcatori | 45+1’, 56’ (rig.) Tremolada |

| Arbitro: | Bordin (Bassano del Grappa) |

|                                         |           |  |
| Tremolada 45+3’ (rig.) Paulo Azzi 90+7’ | Marcatori |  |

| Arbitro: | Panettella (Bari) |

|  |           |                                  |
|  | Marcatori | 50’ (rig.) Minesso 76’ Pergreffi |

| Arbitro: | Feliciani (Teramo) |

|                      |           |  |
| Tremolada 30’ (rig.) | Marcatori |  |

| Lucca 13 febbraio 2022, ore 17:30 CET 26ª giornata | Lucchese          | 0 – 0 referto | Modena | Stadio Porta Elisa (1 759 spett.)\| Arbitro: \| Giordano (Novara) \| |
| Arbitro:                                           | Giordano (Novara) |               |        |                                                                      |

| Arbitro: | Maranesi (Ciampino) |

|                           |           |  |
| Scarsella 22’ Minesso 83’ | Marcatori |  |

| Arbitro: | Rutella (Enna) |

|  |           |                     |
|  | Marcatori | 87’ (rig.) Ogunseye |

| Arbitro: | Collu (Cagliari) |

|               |           |  |
| Minesso 90+4’ | Marcatori |  |

| Arbitro: | Di Cairano (Ariano Irpino) |

|                |           |                 |
| M. Ciofani 55’ | Marcatori | 42’, 45+1’ Udoh |

| Arbitro: | Cascone (Nocera Inferiore) |

|                            |           |                               |
| Marino 62’ Battistella 85’ | Marcatori | 7’ Silvestri 52’, 73’ Minesso |

| Arbitro: | Marini (Trieste) |

|                      |           |            |
| Tremolada 32’ (rig.) | Marcatori | 24’ Fabbro |

| Arbitro: | Perenzoni (Rovereto) |

|  |           |                                     |
|  | Marcatori | 27’ Minesso 49’ Mosti 54’ Scarsella |

| Arbitro: | Acanfora (Castellammare di Stabia) |

|                                         |           |  |
| Armellino 15’ Tremolada 18’ Magnino 37’ | Marcatori |  |

| Arbitro: | Giordano (Novara) |

|           |           |  |
| Bočić 22’ | Marcatori |  |

| Arbitro: | Tremolada (Monza) |

|                           |           |                    |
| Pergreffi 69’ Gagno 90+1’ | Marcatori | 87’ (rig.) Liviero |

| Arbitro: | Gualtieri (Asti) |

|             |           |                     |
| Redolfi 45’ | Marcatori | 82’ (rig.) Ogunseye |

| Arbitro: | Cascone (Nocera Inferiore) |

|                                                |           |  |
| Tremolada 11’ Scarsella 48’, 83’ Silvestri 73’ | Marcatori |  |

### Coppa Italia Serie C
| Arbitro: | D'Eusanio (Faenza) |

|  |           |               |
|  | Marcatori | 82’ Pergreffi |

| Arbitro: | Nicolini (Brescia) |

|                                                    |           |  |
| Paulo Azzi 11’ Minesso 14’ Baroni 48’ Bonfanti 56’ | Marcatori |  |

| Arbitro: | Delrio (Reggio Emilia) |

|                                           |                      |                                                     |
| Silvestri 20’ Minesso 37’, 50’, 99’       | Marcatori            | 7’ Simonetti 61’ Dubickas 65’ Parisi 105+1’ Corbari |
| Minesso Renzetti Castiglia Mosti Di Paola | Tiri di rigore 3 – 4 | Marino Dubickas Rabbi Sujic Armini                  |

### Supercoppa Serie C
| Arbitro: | Di Marco (Ciampino) |

|                        |           |                           |
| Bonfanti 20’, 51’, 74’ | Marcatori | 9’, 24’ Citro 31’ Mallamo |

| Arbitro: | Marotta (Sapri) |

|  |           |                            |
|  | Marcatori | 50’ Bonfanti 55’ Scarsella |

## Statistiche

### Statistiche di squadra
| Competizione         | Punti | In casa | In casa | In casa | In casa | In casa | In casa | In trasferta | In trasferta | In trasferta | In trasferta | In trasferta | In trasferta | Totale | Totale | Totale | Totale | Totale | Totale | DR  |
| Competizione         | Punti | G       | V       | N       | P       | Gf      | Gs      | G            | V            | N            | P            | Gf           | Gs           | G      | V      | N      | P      | Gf     | Gs     | DR  |
| -------------------- | ----- | ------- | ------- | ------- | ------- | ------- | ------- | ------------ | ------------ | ------------ | ------------ | ------------ | ------------ | ------ | ------ | ------ | ------ | ------ | ------ | --- |
| Serie C              | 88    | 19      | 14      | 3       | 2       | 38      | 13      | 19           | 13           | 4            | 2            | 31           | 12           | 38     | 27     | 7      | 4      | 69     | 25     | +44 |
| Coppa Italia Serie C | -     | 2       | 1       | 1       | 0       | 8       | 4       | 1            | 1            | 0            | 0            | 1            | 0            | 3      | 2      | 1      | 0      | 9      | 4      | +5  |
| Supercoppa Serie C   | -     | 1       | 0       | 1       | 0       | 3       | 3       | 1            | 1            | 0            | 0            | 2            | 0            | 2      | 1      | 1      | 0      | 5      | 3      | +2  |
| Totale               | -     | 22      | 15      | 5       | 2       | 49      | 20      | 21           | 15           | 4            | 2            | 34           | 12           | 43     | 30     | 9      | 4      | 83     | 32     | +51 |

### Andamento in campionato
| Giornata  | 1  | 2  | 3  | 4 | 5  | 6 | 7 | 8 | 9 | 10 | 11 | 12 | 13 | 14 | 15 | 16 | 17 | 18 | 19 | 20 | 21 | 22 | 23 | 24 | 25 | 26 | 27 | 28 | 29 | 30 | 31 | 32 | 33 | 34 | 35 | 36 | 37 | 38 |
| --------- | -- | -- | -- | - | -- | - | - | - | - | -- | -- | -- | -- | -- | -- | -- | -- | -- | -- | -- | -- | -- | -- | -- | -- | -- | -- | -- | -- | -- | -- | -- | -- | -- | -- | -- | -- | -- |
| Luogo     | T  | C  | C  | T | C  | T | C | T | C | T  | T  | C  | T  | C  | T  | C  | T  | C  | T  | C  | T  | T  | C  | T  | C  | T  | C  | T  | C  | C  | T  | C  | T  | C  | T  | C  | T  | C  |
| Risultato | N  | N  | N  | V | P  | V | V | P | V | V  | V  | V  | V  | V  | V  | V  | V  | V  | V  | V  | N  | V  | V  | V  | V  | N  | V  | V  | V  | P  | V  | N  | V  | V  | P  | V  | N  | V  |
| Posizione | 14 | 14 | 12 | 7 | 11 | 9 | 5 | 7 | 6 | 4  | 3  | 3  | 3  | 2  | 2  | 1  | 1  | 1  | 1  | 1  | 1  | 1  | 1  | 1  | 1  | 1  | 1  | 1  | 1  | 1  | 1  | 1  | 1  | 1  | 1  | 1  | 1  | 1  |

Legenda:

Luogo: C = Casa; T = Trasferta. Risultato: V = Vittoria; N = Pareggio; P = Sconfitta.

### Statistiche dei giocatori
| Giocatore     | Serie C  | Serie C | Serie C     | Serie C    | Coppa Italia Serie C | Coppa Italia Serie C | Coppa Italia Serie C | Coppa Italia Serie C | Supercoppa Serie C | Supercoppa Serie C | Supercoppa Serie C | Supercoppa Serie C | Totale   | Totale | Totale      | Totale     |
| Giocatore     | Presenze | Reti    | Ammonizioni | Espulsioni | Presenze             | Reti                 | Ammonizioni          | Espulsioni           | Presenze           | Reti               | Ammonizioni        | Espulsioni         | Presenze | Reti   | Ammonizioni | Espulsioni |
| ------------- | -------- | ------- | ----------- | ---------- | -------------------- | -------------------- | -------------------- | -------------------- | ------------------ | ------------------ | ------------------ | ------------------ | -------- | ------ | ----------- | ---------- |
| R. Aimi       | 0        | 0       | 0           | 0          | 0                    | 0                    | 0                    | 0                    | -                  | -                  | -                  | -                  | 0        | 0      | 0           | 0          |
| M. Armellino  | 37       | 3       | 7           | 0          | 1                    | 0                    | 0                    | 0                    | 2                  | 0                  | 0                  | 0                  | 40       | 3      | 7           | 0          |
| P. Azzi       | 35       | 6       | 7           | 0          | 2                    | 1                    | 1                    | 0                    | 0                  | 0                  | 0                  | 0                  | 37       | 7      | 8           | 0          |
| R. Baroni     | 14       | 0       | 3           | 0          | 3                    | 1                    | 1                    | 0                    | 1                  | 0                  | 0                  | 0                  | 18       | 1      | 4           | 0          |
| N. Bonfanti   | 13       | 5       | 1           | 0          | 1                    | 1                    | 0                    | 0                    | 2                  | 4                  | 1                  | 0                  | 16       | 10     | 2           | 0          |
| L. Castiglia  | 1        | 0       | 0           | 0          | 1                    | 0                    | 1                    | 0                    | -                  | -                  | -                  | -                  | 2        | 0      | 1           | 0          |
| M. Ciofani    | 33       | 1       | 7           | 1          | 2                    | 0                    | 0                    | 0                    | 2                  | 0                  | 0                  | 0                  | 37       | 1      | 7           | 1          |
| M. Di Paola   | 25       | 0       | 3           | 0          | 3                    | 0                    | 0                    | 0                    | 2                  | 0                  | 2                  | 0                  | 30       | 0      | 5           | 0          |
| E. Duca       | 20       | 0       | 3           | 0          | 3                    | 0                    | 1                    | 0                    | 2                  | 0                  | 0                  | 0                  | 25       | 0      | 4           | 0          |
| R. Gagno      | 37       | -25;1   | 5           | 0          | 1                    | 0                    | 0                    | 0                    | 1                  | 0                  | 0                  | 0                  | 39       | -25;1  | 5           | 0          |
| F. Gerli      | 36       | 1       | 4           | 1          | 1                    | 0                    | 0                    | 0                    | 0                  | 0                  | 0                  | 0                  | 37       | 1      | 4           | 1          |
| R. Giovannini | 18       | 0       | 1           | 0          | 2                    | 0                    | 0                    | 0                    | 2                  | 0                  | 0                  | 0                  | 22       | 0      | 1           | 0          |
| A. Ingegneri  | 4        | 1       | 2           | 0          | 1                    | 0                    | 0                    | 0                    | 0                  | 0                  | 0                  | 0                  | 5        | 1      | 2           | 0          |
| S. Longo      | 10       | 0       | 1           | 0          | -                    | -                    | -                    | -                    | 0                  | 0                  | 0                  | 0                  | 10       | 0      | 1           | 0          |
| T. Maggioni   | 8        | 0       | 1           | 0          | 2                    | 0                    | 0                    | 0                    | -                  | -                  | -                  | -                  | 10       | 0      | 1           | 0          |
| L. Magnino    | 14       | 1       | 1           | 0          | -                    | -                    | -                    | -                    | 2                  | 0                  | 0                  | 0                  | 16       | 1      | 1           | 0          |
| A. Marotta    | 8        | 2       | 2           | 0          | 1                    | 0                    | 0                    | 0                    | 0                  | 0                  | 0                  | 0                  | 9        | 2      | 2           | 0          |
| M. Minesso    | 33       | 11      | 0           | 1          | 3                    | 4                    | 0                    | 0                    | 0                  | 0                  | 0                  | 0                  | 36       | 15     | 0           | 1          |
| G. Monachello | -        | -       | -           | -          | -                    | -                    | -                    | -                    | -                  | -                  | -                  | -                  | -        | -      | -           | -          |
| N. Mosti      | 33       | 4       | 2           | 0          | 3                    | 0                    | 0                    | 0                    | 1                  | 0                  | 0                  | 0                  | 37       | 4      | 2           | 0          |
| A. Narciso    | 1        | 0       | 1           | 0          | 2                    | -4                   | 0                    | 0                    | 1                  | -3                 | 0                  | 0                  | 4        | -7     | 1           | 0          |
| R. Ogunseye   | 22       | 5       | 2           | 1          | 1                    | 0                    | 1                    | 0                    | 2                  | 0                  | 0                  | 0                  | 25       | 5      | 3           | 1          |
| S. Oukhadda   | 9        | 0       | 1           | 0          | -                    | -                    | -                    | -                    | 1                  | 0                  | 1                  | 0                  | 10       | 0      | 2           | 0          |
| R. Oyndamola  | 7        | 1       | 0           | 0          | 3                    | 0                    | 1                    | 0                    | -                  | -                  | -                  | -                  | 10       | 1      | 1           | 0          |
| A. Pergreffi  | 33       | 2       | 6           | 0          | 3                    | 1                    | 1                    | 0                    | 2                  | 0                  | 0                  | 0                  | 38       | 3      | 7           | 0          |
| M. Piacentini | 11       | 0       | 4           | 0          | -                    | -                    | -                    | -                    | 1                  | 0                  | 0                  | 0                  | 12       | 0      | 4           | 0          |
| F. Ponsi      | 23       | 0       | 5           | 0          | 1                    | 0                    | 0                    | 0                    | 0                  | 0                  | 0                  | 0                  | 24       | 0      | 5           | 0          |
| F. Renzetti   | 14       | 0       | 3           | 0          | 2                    | 0                    | 0                    | 0                    | 2                  | 0                  | 0                  | 0                  | 18       | 0      | 3           | 0          |
| F. Scarsella  | 34       | 13      | 4           | 0          | 1                    | 0                    | 0                    | 0                    | 2                  | 1                  | 0                  | 0                  | 37       | 14     | 4           | 0          |
| T. Silvestri  | 22       | 2       | 4           | 1          | 1                    | 1                    | 0                    | 0                    | 2                  | 0                  | 1                  | 0                  | 25       | 3      | 5           | 1          |
| R. Spaggiari  | 0        | 0       | 0           | 0          | 1                    | 0                    | 0                    | 0                    | -                  | -                  | -                  | -                  | 1        | 0      | 0           | 0          |
| A. Spurio     | 0        | 0       | 0           | 0          | -                    | -                    | -                    | -                    | 0                  | 0                  | 0                  | 0                  | 0        | 0      | 0           | 0          |
| L. Tremolada  | 35       | 10      | 3           | 0          | 2                    | 0                    | 0                    | 0                    | 1                  | 0                  | 0                  | 0                  | 38       | 10     | 3           | 0          |

## Settore giovanile

### Organigramma
Area sportiva
- Responsabile settore giovanile: Mauro Melotti
- Vice responsabile settore giovanile: Filippo Bruni
- Segretario settore giovanile: Stefano Casolari
- Capo scouting settore giovanile: Giancarlo Bocelli
- Maestro della tecnica: Marcello Mazzetto

Staff medico
- Responsabile sanitario: dott. Giorgio Sala
- Medico sociale: Daniele Sala
- Fisioterapisti: Davide Beneventi, Andrea Martinelli

Accademia Modena 1912
- Presidente: Dott. Massimiliano Pizzi
- Vice presidente: Gianni Grandi
- Consiglieri: Gianfranco Giovanardi, Gabriele Lusoli, Enrico Benassi, Alessandro Di Vilio, Fabio Dall'Omo
- Responsabile: Fabio Dall'Omo
- Coordinatore team manager e accompagnatori: Gabriele Lusoli
- Responsabile segreteria e logistica: Gianfranco Giovanardi
- Segretario: Stefano Venturelli
- Segreteria: Riccardo Nicoletti
- Magazziniere: Riccardo Bosi
- Responsabile tecnico: Roby Malverti
- Coordinatore tecnico: Paolo Ricchi
- Coordinatore area coordinativa: Alessandro Brandoli
- Coordinatore area portieri: Andrea Garuti
- Responsabile Junior Scouting: Gianfranco Borsari
- Coordinatore Junior Scouting: Alessandro Di Vilio
- Maestro della tecnica: Giovanni Morselli
- Responsabile sanitaria: Dott.ssa Giovanna Muratori
- Psicologa: Dott.ssa Erica Fontanesi
- Alimentarista: Dott.ssa Giulia Budriesi

Area tecnica
- Primavera
  - Allenatore: Franco Farneti
  - Allenatore in seconda: Paolo Ricchi
  - Preparatore atletico: Alessandro Brandoli
  - Preparatore dei portieri: Andrea Rossi
- Allievi nazionali Under-17 Serie C
  - Allenatore: Cesare Maestroni
  - Allenatore in seconda: Giovanni Morselli
  - Preparatore dei portieri: Andrea Garuti Malagoli
- Allievi nazionali Under-16 Serie C
  - Allenatore: Marco Bernabei
  - Allenatore in seconda: David Cuoghi
  - Preparatore atletico: Andrea Parenti
  - Preparatore dei portieri: Stefano Venturelli
- Giovanissimi nazionali Under-15
  - Allenatore: Mirco Martinelli
  - Allenatore in seconda: Filippo Mezzetti
  - Preparatore dei portieri: Manuel Gobbi
- Giovanissimi Under-14 Pro Regionali
  - Allenatore: Christian Cavazzoni
  - Allenatore in seconda: Cristian Malagoli
  - Preparatore atletico: Luca Porru
  - Preparatore dei portieri: Manuel Gobbi
- Esordienti Under-13 Pro Regionali
  - Allenatore: Massimo Pellegrini
  - Allenatore in seconda: Marino D'Aloisio
  - Preparatore atletico: Marco Nicoletti
  - Preparatore dei portieri: Edoardo Rinaldi

### Piazzamenti
- Primavera:
  - Campionato: 4º posto nel girone A. Sconfitto al turno play-off del girone
  - Torneo Città di Vignola: Quarti di finale
- Under-17:
  - Campionato:
  - Memorial Francesco Seghedoni: Terzo posto
- Under-16:
  - Campionato:
- Under-15:
  - Campionato:
- Under-14:
  - Campionato:
- Under-13:
  - Campionato:

## Settore femminile

### Organigramma
Area sportiva
- Presidente: Amedeo Forti
- Vice presidente: Claudio Coppelli
- Direttore sportivo: Alfio Perdicaro
- Team manager: Franco Martelli
- Responsabile: Emanuele Tebaldi
- Maestro della tecnica: Marcello Mazzetto
- Primavera
  - Allenatore: Massimo Montanini
  - Vice allenatore: Claudio Coppelli
  - Preparatore atletico: Andrea Gibellini
  - Preparatore dei portieri: Cristiano Francia
  - Collaboratore tecnico: Alessio Beltrami
  - Accompagnatore: Roberto Muzioli
- Under-17
  - Allenatore: Brovia
- Under-15
  - Allenatore:

### Piazzamenti
- Primavera:
  - Campionato:
  - Coppa Eccellenza:
- Under-17:
  - Campionato:
- Under-15:
  - Campionato: